# Porta-Color

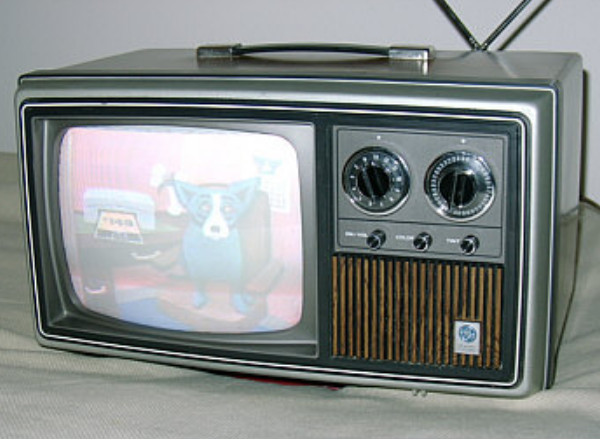
Un Porta-Color in funzione.

Il Porta-Color, noto anche con i nomi Portacolor o Porta color, fu il primo televisore portatile a colori introdotto nel mercato italiano.
Fu prodotto nel 1967 dalla CGE, utilizzando un circuito completamente a valvole. Inoltre fu il primo anche ad utilizzare un cinescopio con disposizione dei cannoni In-line (in linea) anche se i fosfori erano disposti a Delta (triadi).
Le uniche trasmissioni che si potevano ricevere a colori in quel periodo, erano Studio Koper Capodistria (solo in Friuli-Venezia Giulia e nelle zone limitrofe di Milano), e Radio Televisione Svizzera Italiana. Il sistema di decodifica del colore era il PAL semplice, nel quale (a differenza del PAL tradizionale) la tinta era regolabile tramite un comando supplementare di regolazione della tinta, presente sull'apparecchio. Ad oggi se ne contano pochissimi esemplari sopravvissuti.